# Felix Jaehn
Felix Jaehn (Amburgo, 28 agosto 1994) è un disc jockey e produttore discografico tedesco.
Ha raggiunto il successo nel periodo 2013-2015 prima con il remix del brano Cheerleader di Omi e poi col singolo Ain't Nobody (Loves Me Better), prodotto con la cantante Jasmine Thompson.

## Carriera

### Classifica Top DJ Mag
- 2020: #128[2]
- 2021: #129

## Vita privata
Jaehn ha confessato di essere bisessuale nel febbraio 2018, in un'intervista con il settimanale tedesco Die Zeit. Nell'intervista, il disc jockey ha dichiarato: "a volte mi sento più interessato alle ragazze, altre volte più ai ragazzi".

## Discografia

### Album in studio
- 2018 – I
- 2021 – Breathe

### Album di remix
- 2018 – I Remixed
- 2020 – Felix Jaehn: Pride 2020

### Singoli
- 2013 – Sommer am Meer
- 2014 – Shine (feat. Freddy Verano & Linying)
- 2015 – Dance with Me (feat. Thallie Ann Seenyen)
- 2015 – Ain't Nobody (Loves Me Better) (feat. Jasmine Thompson)
- 2015 – Eagle Eyes (feat. Lost Frequencies & Linying)
- 2015 – Book of Love (feat. Polina Goudieva)
- 2016 – Can't Go Home (Steve Aoki & Felix Jaehn feat. Adam Lambert)
- 2016 – Jeder für jeden (feat. Herbert Grönemeyer)
- 2016 – Bonfire (feat. Alma)
- 2016 – Cut the Cord (vs. Hitimpulse)
- 2016 – Your Soul (Holding On) (vs. RHODES)
- 2017 – Hot2Touch (con Hight e Alex Aiono)
- 2017 – Feel Good (con Mike Williams)
- 2017 – Like a Riddle (feat. Hearts & Colors & Adam Trigger)
- 2018 – Cool (feat. Marc E. Bassy & Gucci Mane)
- 2019 – Never Alone (con Mesto feat. VCATION)
- 2020 – No Therapy (feat. Nea & Adam Trigger)
- 2021 – Without You (con Mike Williams)
- 2022 – Call It Love (feat. Ray Dalton)
- 2023 – All for Love (feat. Sandro Cavazza)
- 2023 – Ich hab den schönsten Arsch der Welt (con Katja Krasavice)
- 2024 – Waking Up (con Leony)
- 2024 – Without You (con Jasmine Thompson)

### Remix
- 2013 – Another Day in Paradise – Phil Collins (Felix Jaehn & Alex Schulz Remix)
- 2013 – Berlin – RY X (LCAW & Felix Jahen Remix)
- 2014 – One Last Time – Jaymes Young (Felix Jaehn feat. Chris Meid Remix)
- 2014 – Cheerleader – Omi (Felix Jaehn Remix)
- 2015 – Photograph – Ed Sheeran (Felix Jaehn Remix)
- 2015 – Fantasy – Alina Baraz & Galimatias (Felix Jaehn Remix)
- 2020 – Some say – Nea (Felix Jaehn Remix)